# Phường 1, thành phố Sóc Trăng
Phường 1 là một phường thuộc thành phố Sóc Trăng, tỉnh Sóc Trăng, Việt Nam.

## Địa lý
Phường 1 nằm ở trung tâm thành phố Sóc Trăng, có vị trí địa lý:
- Phía đông giáp Phường 4 và các huyện Long Phú, Trần Đề
- Phía tây giáp Phường 2
- Phía nam giáp Phường 2, Phường 3 và huyện Mỹ Xuyên
- Phía bắc giáp Phường 5, Phường 6, Phường 8.

Phường 1 có diện tích 5,60 km², dân số năm 2022 là 17.474 người, mật độ dân số đạt 3.120 người/km².

## Hành chính
Phường 1 được chia thành 7 khóm: 1, 2, 3, 4, 5, 6, 7.

## Lịch sử
Phường 1 ngày nay nằm trên phạm vi Thủ số Trấn Giang khi xưa, một khu vực thuộc phần đất của làng Khánh Hưng được ra đời năm 1761 do các chúa Nguyễn dày công mộ dân khai phá, mở rộng.
Năm 1867, Phường 1 thuộc làng Khánh Hưng, tổng Nhiêu Khánh, quận Châu Thành.

Trước năm 1975, Phường 1 thuộc xã Khánh Hưng, trung tâm tỉnh lỵ Ba Xuyên, có 2 ấp Khánh Tâm 1 và Khánh Tâm 2. Đối với ta, ấp Khánh Tâm 1, Khánh Tâm 2 cùng với các ấp Khánh Hùng, Khánh Hoà (Phường 1 và Phường 2 hiện nay) trong kháng chiến chống Mỹ cứu nước là khu vực 1, thị xã Sóc Trăng.
Cuối năm 1975, thành lập Phường 1 trên cơ sở 2 ấp: Khánh Tâm 1, Khánh Tâm 2 và 5 khóm: 1, 2, 3, 4, 5. Sau này nhập Khóm 1 và Khóm 2 lại thành 1 khóm.
Sau năm 1975, Phường 1 là một phường thuộc thị xã Sóc Trăng.
Ngày 30 tháng 10 năm 1995, Chính phủ ban hành Nghị định số 70-CP về việc thành lập Phường 9 trên cơ sở trên cơ sở 508,57 ha diện tích tự nhiên và 8.610 nhân khẩu của Phường 4.
Ngày 8 tháng 2 năm 2007, Chính phủ ban hành Nghị định số 22/2007/NĐ-CP về việc thành lập thành phố Sóc Trăng thuộc tỉnh Sóc Trăng. Phường 1 trực thuộc thành phố Sóc Trăng.
Tính đến ngày 31/12/2022, Phường 1 có diện tích 0,29 km², dân số là 6.587 người, mật độ dân số đạt 22.713 người/km² và có 4 khóm: 1, 2, 3, 4. Phường 9 có diện tích 5,31 km², dân số là 10.887 người, mật độ dân số đạt 2.050 người/km² và có 6 khóm: 1, 2, 3, 4, 5, 6.
Ngày 23 tháng 7 năm 2024, Ủy ban Thường vụ Quốc hội ban hành Nghị quyết số 1105/NQ-UBTVQH15 về việc sắp xếp đơn vị hành chính cấp xã giai đoạn 2023 – 2025 của tỉnh Sóc Trăng (nghị quyết có hiệu lực từ ngày 1 tháng 9 năm 2024). Theo đó:
1. Sáp nhập toàn bộ 5,31 km² diện tích tự nhiên và quy mô dân số là 10.887 người của Phường 9 vào Phường 1.
2. Sắp xếp các khóm của Phường 1:

- Sáp nhập Khóm 1, Phường 9 vào Khóm 1 thuộc Phường 1.
- Thành lập Khóm 2 thuộc Phường 1 trên cơ sở Khóm 2 và Khóm 3 của Phường 9.
- Sáp nhập Khóm 2 vào Khóm 3 thuộc Phường 1.
- Đổi tên Khóm 4 thành Khóm 7 thuộc Phường 1.
- Chuyển Khóm 4, Phường 9 thành Khóm 4 thuộc Phường 1.
- Chuyển Khóm 5, Phường 9 thành Khóm 5 thuộc Phường 1.
- Chuyển Khóm 6, Phường 9 thành Khóm 6 thuộc Phường 1.

Phường 1 có diện tích tự nhiên 5,60 km², quy mô dân số 17.474 người và 7 khóm: 1, 2, 3, 4, 5, 6, 7.